# 2001年の宝塚歌劇公演一覧
本項目では、2001年の宝塚歌劇公演一覧（2001ねんのたからづかかげきこうえんいちらん）について示す。

## 宝塚大劇場公演
（）内は、作者または演出者名。参考資料は90年史。

### 星組
- 1月2日 - 2月12日
  - 『花の業平』（柴田侑宏　作、尾上菊之丞　演出・振付）
  - 『夢は世界を翔けめぐる』（草野旦）

### 雪組
- 2月23日 - 4月2日
  - 『猛き黄金の国』（石田昌也　脚本・演出）
  - 『パッサージュ』（荻田浩一）

### 宙組
- 4月6日 - 5月14日
  - 『ベルサイユのばら2001<フェルゼンとマリー・アントワネット編>』（植田紳爾　脚本、植田紳爾・谷正純　演出）

### 月組
- 5月18日 - 7月2日
  - 『愛のソナタ』（木村信司　脚本・演出）
  - 『ESP!!』（酒井澄夫　構成、酒井澄夫・木村信司　演出）

### 花組
- 7月6日 - 8月13日
  - 『ミケランジェロ』（谷正純）
  - 『VIVA!』（三木章雄）

### 星組
- 8月17日 - 10月1日
  - 『ベルサイユのばら2001<オスカルとアンドレ編>』（植田紳爾　脚本、植田紳爾・谷正純　演出）

### 雪組
- 10月5日 - 11月12日
  - 『愛 燃える -呉王夫差-』（酒井澄夫）
  - 『Rose Garden』（岡田敬二）

### 宙組
- 11月16日 - 12月25日
  - 『カステル・ミラージュ』（小池修一郎）
  - 『ダンシング・スピリット』（中村一徳）

## 東京宝塚劇場公演
（）内は、作者または演出者名。参考資料は90年史。

### 月組
- 1月1日 - 2月12日　※新・東京宝塚劇場杮落とし公演
  - 『いますみれ花咲く』（植田紳爾）
  - 『愛のソナタ』（木村信司　脚本・演出）

### 花組
- 2月17日 - 3月25日
  - 『ルートヴィヒII世』（植田景子）
  - 『Asian Sunrise』（岡田敬二）

### 星組
- 3月30日 - 5月16日
  - 『ベルサイユのばら2001<オスカルとアンドレ編>』（植田紳爾　脚本、植田紳爾・谷正純　演出）

### 雪組
- 5月11日 - 6月24日
  - 『猛き黄金の国』（石田昌也　脚本・演出）
  - 『パッサージュ』（荻田浩一）

### 宙組
- 6月29日 - 8月12日
  - 『ベルサイユのばら2001<フェルゼンとマリー・アントワネット編>』（植田紳爾　脚本、植田紳爾・谷正純　演出）

### 月組
- 8月18日 - 9月24日
  - 『大海賊 -復讐のカリブ海-』（柴田侑宏 監修、中村暁）
  - 『ジャズマニア』（三木章雄）

### 花組
- 9月29日 - 11月11日
  - 『ミケランジェロ』（谷正純）
  - 『VIVA!』（三木章雄）

### 星組
- 11月16日 - 12月23日
  - 『花の業平』（柴田侑宏　作、尾上菊之丞　演出）
  - 『サザンクロス・レビューII』（草野旦）

## 宝塚バウホール公演
（）内は、作者または演出者名。参考資料は90年史

### 花組
- 4月28日 - 5月7日
  - 『マノン』（柴田侑宏　監修、中村暁　脚本・演出）

### 星組
- 6月9日 - 6月18日
  - 『イーハトーブ 夢』（柴田侑宏　監修、藤井大介　脚本・演出）

### 雪組
- 8月4日 - 8月13日
  - 『アンナ・カレーニナ』（柴田侑宏　監修、植田景子　脚本・演出）

### 宙組
- 9月8日 - 9月17日
  - 『フィガロ!』（太田哲則　脚本・演出）

### 月組
- 10月20日 - 10月29日
  - 『血と砂』（柴田侑宏　監修、齋藤吉正　脚本・演出）

### 雪組
- 11月24日 - 11月26日
  - 『Over The Moon』（荻田浩一）

## その他の日本公演
（）内は、作者または演出者名。参考資料は90年史。

### 宙組
- 2月3日 - 2月22日　中日劇場
  - 『望郷は海を越えて』（谷正純）
  - 『ミレニアム・チャレンジャー!』（石田昌也）

### 月組・特別
- 3月5日 - 3月20日　ル・テアトル銀座
  - 『プロヴァンスの碧い空』（太田哲則）

- 3月10日 - 3月20日　大阪・シアター・ドラマシティ
  - 『Practical Joke(ワルフザケ)ってことにしといてくれよ』（正塚晴彦）

- 3月25日 - 3月31日　赤坂ACTシアター
  - 『Practical Joke(ワルフザケ)ってことにしといてくれよ』（正塚晴彦）

### 花組
- 4月28日 - 5月20日　広島、呉、福岡、高松、西条、松山、府中、川口、伊勢崎、鴻巣、和光、市川
  - 『源氏物語 あさきゆめみし』（草野旦）
  - 『ザ・ビューティーズ!』（中村一徳）

### 花組・特別
- 5月12日 - 5月18日　東京・日本青年館
  - 『マノン』（柴田侑宏　監修、中村暁　脚本・演出）

### 星組
- 6月9日 - 7月1日　上野、四日市、横浜、宇都宮、仙台、福島、会津若松、新潟、長岡、上越、福井、富山
  - 『風と共に去りぬ』（植田紳爾　脚本、植田紳爾・谷正純　演出）

### 星組・特別
- 6月23日 - 6月29日　東京・日本青年館
  - 『イーハトーヴ 夢』（柴田侑宏　監修、藤井大介　脚本・演出）

### 雪組
- 8月1日 - 8月23日　博多座
  - 『凱旋門』（柴田侑宏　脚本、謝珠栄　演出・振付）
  - 『パッサージュ』（荻田浩一）

### 雪組・特別
- 8月18日 - 8月24日　東京・日本青年館
  - 『アンナ・カレーニナ』（柴田侑宏　監修、植田景子　脚本・演出）

### 宙組・特別
- 9月22日 - 9月28日　東京・日本青年館
  - 『フィガロ!』（太田哲則　脚本・演出）

### 月組
- 10月27日 - 11月18日　市川、浜松、宗像、小倉、長崎、大分、延岡、宮崎、鹿児島、熊本、佐賀
  - 『大海賊』（柴田侑宏　監修、中村暁）
  - 『ジャズマニア』（三木章雄）

### 月組・特別
- 11月2日 - 11月8日　東京・特別
  - 『血と砂』（柴田侑宏　監修、齋藤吉正　脚本・演出）

### 花組・特別
- 12月21日 - 12月29日　大阪・シアタードラマシティ
  - 『カナリア』（正塚晴彦）

## 催し物
参考資料は90年史。

### 花組
- 1月20日 - 1月21日　宝塚バウホール
  - エンカレッジ・コンサート（構成・演出：岡田敬二）

### 『逸翁デー』〜タカラヅカ・ホームカミング〜
- 1月25日　宝塚大劇場
- 監修：植田紳爾

### 『逸翁デー・スペシャル』〜タカラヅカ・ホームカミング〜
- 1月25日　東京宝塚劇場
- 監修：植田紳爾

### ベルサイユのばら2001前夜祭
- 3月16日　東京宝塚劇場
- 3月19日　宝塚大劇場

### 雪組
- 4月13日 - 4月15日　宝塚バウホール
  - エンカレッジ・コンサート（構成・演出：岡田敬二）

### TCAスペシャル2001
- 6月1日 - 6月2日　宝塚大劇場
  - 『タカラヅカ夢世紀』（構成・演出：草野旦）

### 月組
- 7月6日 - 7月8日　宝塚バウホール
  - エンカレッジ・コンサート（構成・演出：岡田敬二）

### 花組
- 8月30日 - 8月31日　宝塚バウホール
  - エンカレッジ・コンサート（構成・演出：岡田敬二）

### ベルサイユのばら・メモランダム
- 9月1日　宝塚大劇場
- 構成・演出：植田紳爾

### 『モン・パリ』誕生記念特別公演
- 9月1日　宝塚大劇場
  - 『レビュー記念日』（構成・演出：谷正純）

### 星組
- 10月6日 - 10月8日　宝塚バウホール
  - エンカレッジ・コンサート（構成・演出：岡田敬二）

### 第42回宝塚舞踊会
- 10月19日　宝塚大劇場
  - 『秋宴競連舞(ときはあききそうかずかず)』（監修：花柳壽輔・藤間勘右衛門）

### 『ガイズ&ドールズ』前夜祭
- 12月20日　宝塚大劇場
- 脚色・演出：酒井澄夫